# Vista Alegre (Unternehmen)
Vista Alegre ist ein portugiesisches Traditionsunternehmen, das Porzellan und Glas herstellt.

## Geschichte

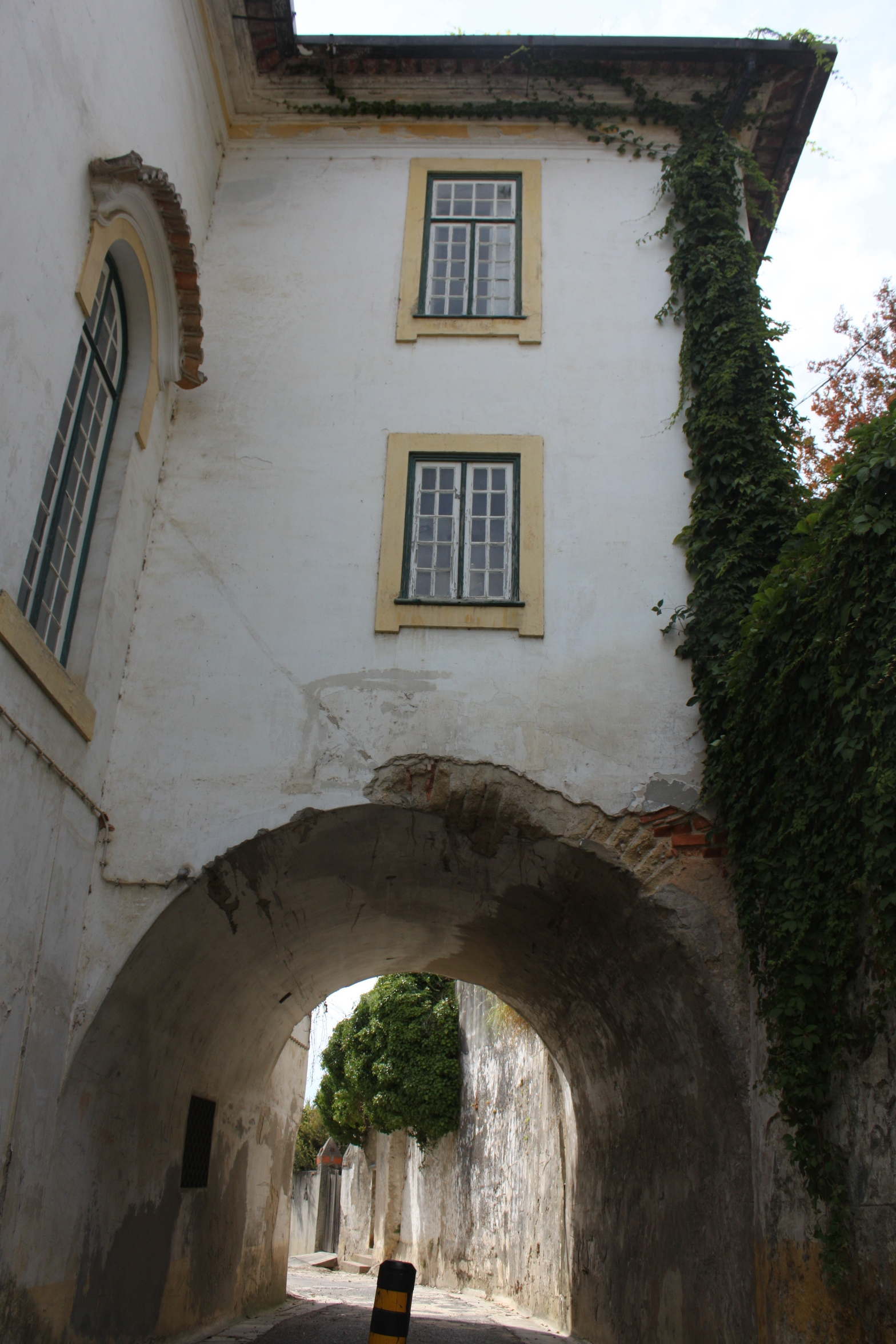
Im Vista Alegre-Viertel

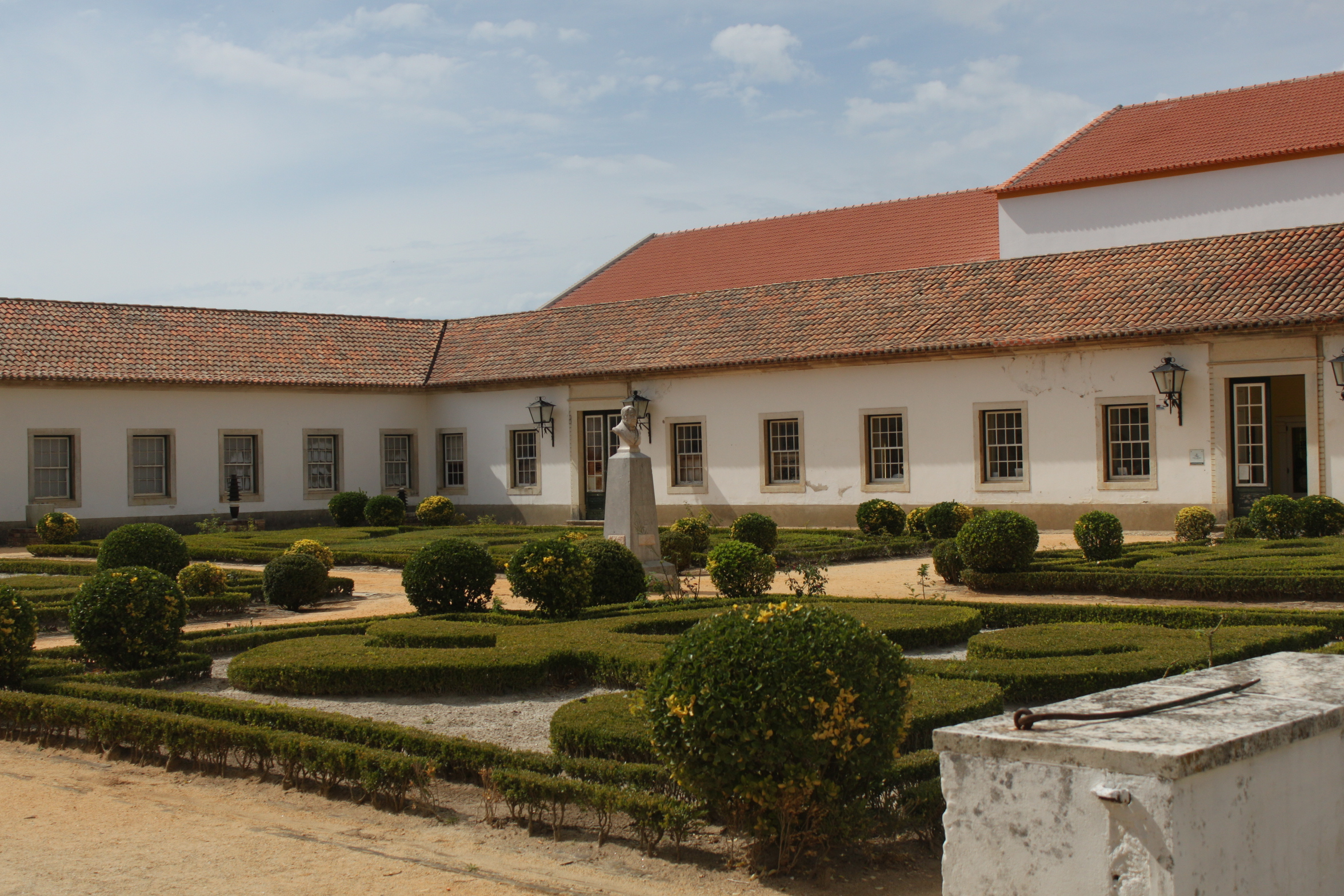
Die historische Vista Alegre-Fabrik (Teilansicht)

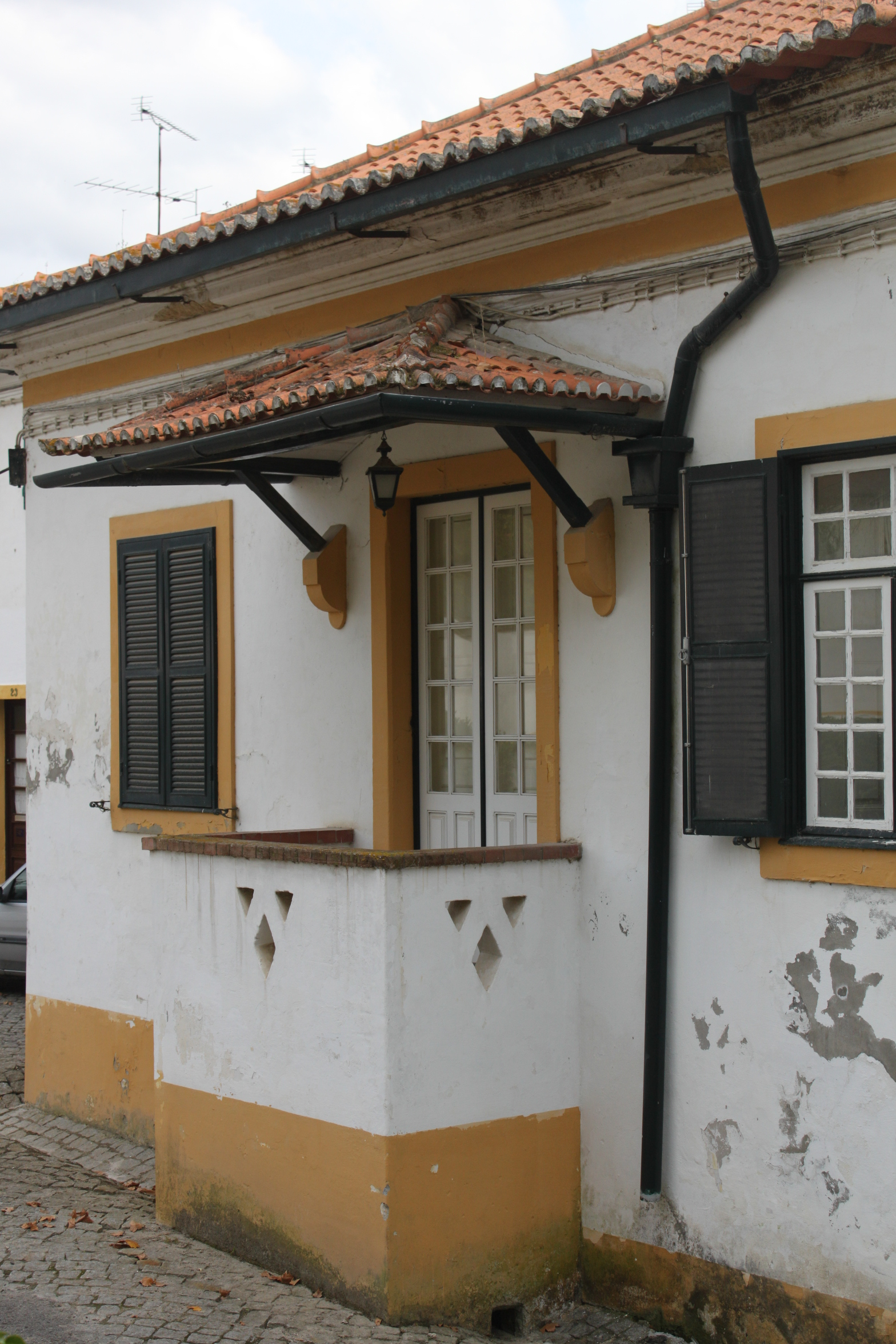
Im Vista Alegre-Viertel

Der Industrielle, Landwirt und Geschäftsmann José Ferreira Pinto Basto gründete 1824 das Unternehmen in Ílhavo, motiviert durch den Erfolg der Glasproduktion in Marinha Grande. Er war auch politisch engagiert, insbesondere auf Seiten der Liberalen in der Liberalen Revolution in Portugal. 1812 hatte er das Gutshaus Quinta da Ermida nahe der Ria de Aveiro erworben, und kurz später dazu die umliegenden Ländereien. Darunter war auch die Quinta da Vista Alegre, mit dem Palastgebäude, einer Kapelle und einigen Gebäuden um einen Platz. Dort ließ Basto seine Fabrik errichten, zu der später Wohnviertel und andere Einrichtungen kamen. 1824 erhielt er die Zulassung von König D. João VI, und fünf Jahre später die Erlaubnis, den Titel Real Fábrica (dt.: Königliche Fabrik) zu führen, in Anerkennung von Gestaltung und Qualität der Produkte durch den König. Die Glasproduktion wurde weiter verfeinert, wofür auch ausländische Spezialisten angestellt wurden. In der Folge erlangten die Gläser von Vista Alegre Reputation.
1851 war Vista Alegre bei der ersten Weltausstellung, im Crystal Palace in London, vertreten. 1852 besuchte König D.Fernando II. die Fabrik und bestellte ein großes Tafelservice. 1867 erhielt Vista Alegre auf der Pariser Weltausstellung erstmals eine internationale Auszeichnung.
Die 1832 begonnene Porzellan-Produktion nahm im Laufe der Jahre dann stark an Bedeutung zu, so dass 1880 die ursprüngliche Glasproduktion eingestellt wurde.
1964 eröffnete das Familienunternehmen das Historische Museum von Vista Alegre, wo seither auch besondere Stücke gezeigt werden, etwa Modelle aus Lieferungen an das britische Königshaus.

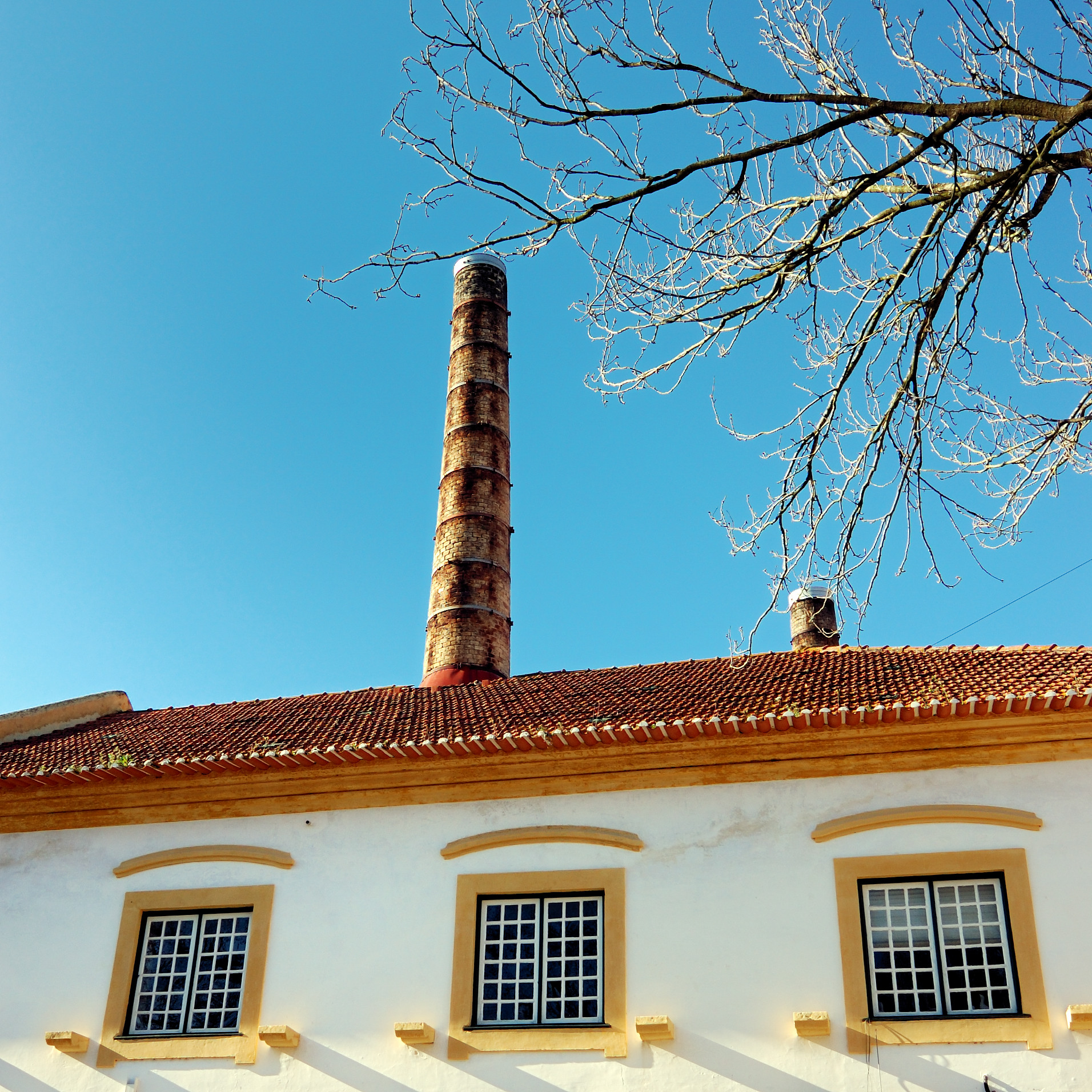
Die Fabrik in Ílhavo (Teilansicht)

Nachdem das weiter wachsende Unternehmen in erster Linie auf den portugiesischen Markt ausgerichtet war, und nur ausgewählte Kunden im Ausland belieferte, begannen die Absatzzahlen seit den 1980er Jahren zu stagnieren. Im Laufe der 1990er Jahre baute Vista Alegre die Produktionskapazitäten aus und begann, sich auch dem Export zu widmen. 1986 weitete sich das Unternehmen mit der Gründung von Vista Alegre España auf Spanien aus. Seit 1987 notierte Vista Alegre an den Börsen (Bolsa de Valores) in Lissabon und Porto. Nach Fusionierung mit dem Keramik-Exportunternehmen Cerexport 1997 nahmen die Exporte deutlich zu.
2001 fusionierte Vista Alegre mit dem 1944 gegründeten portugiesischen Traditionsunternehmen Atlantis, einem Kristallglashersteller. Seit 2009 gehört das Unternehmen mehrheitlich der Investment- und Beteiligungsfirma Visabeira.

## Bedeutung
Vista Alegre beliefert das spanische Königshaus, und auch im Weißen Haus und dem belgischen Hof ist Vista Alegre präsent.
Produkte des Hauses werden auch in Museen ausgestellt, etwa im Museu Nacional de Arte Antiga, in Lissabon. In internationalen Ausstellungen wurde zudem häufiger die Vista Alegre-Tradition vorgestellt, etwa 1983/84 die Wanderausstellung „Vista Alegre – Portuguese Porcelain“ (Madrid, Barcelona, Mailand, Kopenhagen), oder die Ausstellung „Portugal and Porcelain“ des New Yorker Metropolitan Museum of Art 1984/85.

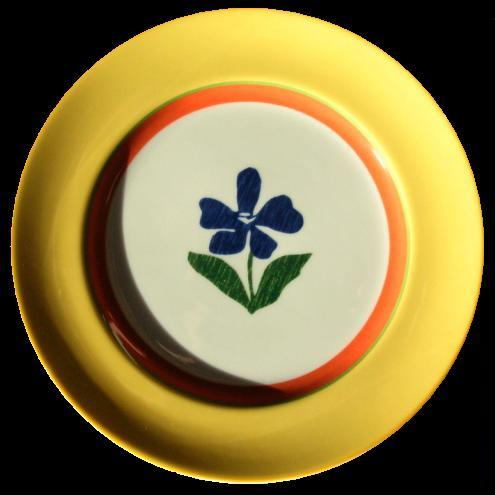
Vista Alegre-Teller aus Brasilien

Moderne Designer wie Filipe Alarcão oder der Deutsche Carsten Gollnick sorgen für Produktlinien auch in zeitgemäßem Design, die die Aufmerksamkeit der Fachwelt erhalten. Künstler wie Eduardo Nery, Sam Baron, Antonio Ole, Portinari oder Stefanie Hering sind weitere Künstler und Designer, mit denen Vista Alegre zuletzt zusammenarbeitete.
Der Fabrikladen in ílhavo und das Museum von Vista Alegre gehören zudem zu den meistbesuchten Sehenswürdigkeiten der Region Aveiro. Das Museum erzählt die Geschichte der Fabrik und präsentiert mehr als 30.000 Stücke aus eigener Produktion, Entwurfszeichnungen und Gemälde. Besichtigen kann man während der Arbeitszeit auch die Werkstätten für Handmalerei.

## Kennzahlen
Das Unternehmen erwirtschaftete 2011 einen Umsatz von 54 Millionen Euro und schloss mit einem Gewinn von 9.000 Euro ab, nach einem Verlust von über 18 Millionen Euro im Jahr 2009. Das Auslandsgeschäft macht dabei inzwischen über die Hälfte des Umsatzes aus. Die wichtigsten Zielländer sind Spanien, Frankreich, USA, Deutschland, und Brasilien, wo das Unternehmen besondere Wachstumsimpulse erwartet, und in dem Zusammenhang eine erneute eigene Niederlassung plant. Dazu wurde die Präsenz in Großbritannien erneuert, und neue Märkte erschlossen, darunter Belgien, Chile und Tschechien. Bis zu 20 % seines Umsatzes macht Vista Alegre außerdem über die eigenen Outlet-Läden, vor allem in Shopping-Centern, und vor allem im Weihnachtsgeschäft.
Die Vista Alegre Atlantis Unternehmensgruppe produziert jährlich etwa 15 Millionen Stück ihrer Produkte, sowohl Gebrauchs- als auch als Dekor-Stücke.

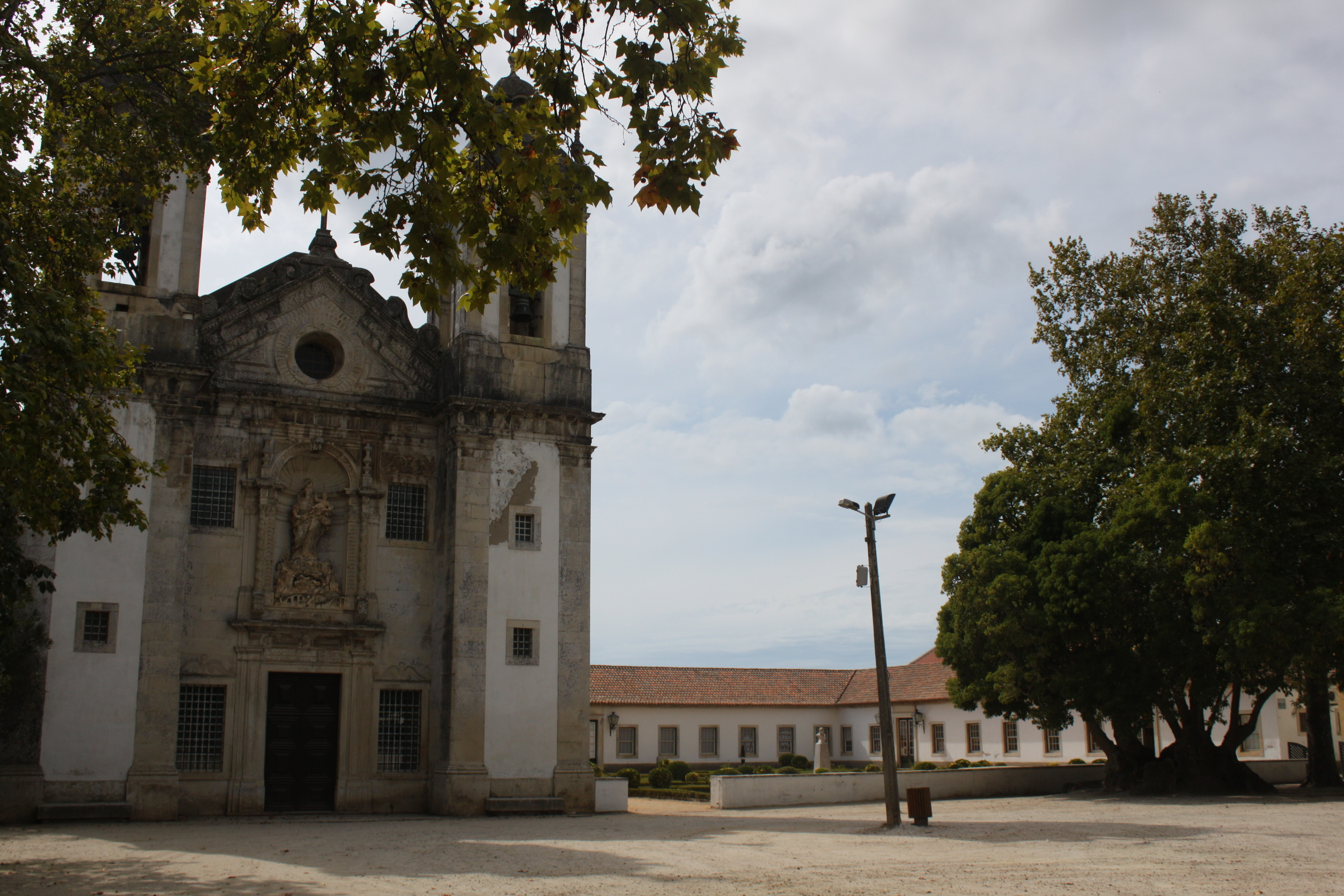
Kapelle

Die Investment- und Beteiligungsgesellschaft Visabeira hält seit 2009 die Mehrheit von 76,6 % an Vista Alegre Atlantis. Die Investmentgesellschaft (Capital Global) der Außenhandelskammer AICEP (10,81 %) und die Banken Caixa Geral de Depósitos (3,622 %) und Banco Comercial Português (4,476 %) sind die weiteren Investoren.